# John F. Kennedy: Years of Lightning, Day of Drums
John F. Kennedy: Years of Lightning, Day of Drums – amerykański film dokumentalny z 1964 w reżyserii Bruce’a Herschensohna (który napisał również scenariusz i skomponował muzykę), będący hołdem upamiętniającym 35. prezydenta Stanów Zjednoczonych, Johna F. Kennedy’ego, zamordowanego w wyniku zamachu z 1963. Produkcją filmu zajęła się United States Information Agency (USIA), a rolę producenta pełnił George Stevens Jr. W roli narratora wystąpił Gregory Peck, z kolei za dystrybucję odpowiadali Joseph E. Levine i Embassy Pictures.
W 2013 film ukazał się na DVD, wydanym przez Warner Home Video. Rok później dokument został zachowany przez Academy Film Archive we współpracy z Warner Bros.

## Opis
Dokument John F. Kennedy: Years of Lightning, Day of Drums – napisany i wyreżyserowany przez Bruce’a Herschensohna – jest hołdem złożonym 35. prezydentowi Stanów Zjednoczonych, Johnowi F. Kennedy’emu. Koncentruje się przede wszystkim na sprawach zagranicznych; ukazuje „twarze Nowej Granicy” poprzez sześć kluczowych tematów prezydentury Kennedy’ego – Korpus Pokoju, dążenie do praw obywatelskich (ustawa Civil Rights Act of 1964), kryzys kubański, zaangażowanie w Berlinie, eksploracja kosmosu i sojusz dla Postępu.
Film wykorzystuje ekran podzielony na sześć części oraz ukazuje zmarłego prezydenta poruszającego każdy ze wspomnianych tematów, a do przedstawienia omawianego problemu wykorzystuje materiały archiwalne United States Information Agency (USIA). Sceny z życia osobistego Kennedy’ego przeplatają się z wystąpieniami publicznymi (wiele z nich za granicą). Jak napisał Gerald Molyneaux, „co najbardziej dramatyczne, film kontrastuje jego życie [ang. Years of Lightning] ze scenami pogrzebu [ang. Day of Drums]”.

## Produkcja
Dokument powstał dla United States Information Agency (USIA). Jej ówczesny szef, Edward R. Murrow, 23 listopada 1963 otrzymał propozycję realizacji filmu od George’a Stevensa Jr., piastującego stanowisko szefa działu filmów w USIA. Tego dnia ekipy filmowe rozpoczęły zdjęcia w 14 krajach, aby uchwycić reakcję świata na śmierć prezydenta. Materiał rozwinął się w kompleksowe spojrzenie na administrację 35. prezydenta Stanów Zjednoczonych. Był to pierwszy pełnometrażowy film USIA. Zarejestrowano go na taśmie 35 mm. Według Gary’ego Fishgalla Murrow zaproponował krótki, dziesięciominutowy portret nowego prezydenta, Lyndona B. Johnsona, by zyskać jego poparcie dla filmu o Kennedym.
W roli narratora wystąpił Gregory Peck (był on zaproszony, wraz częścią społeczności filmowej na lunch u Kennedy’ego do Białego Domu w Waszyngtonie 10 grudnia, który nie doszedł do skutku z powodu śmierci prezydenta w wyniku zamachu z 22 listopada).

## Odbiór

### Premiera i recenzje

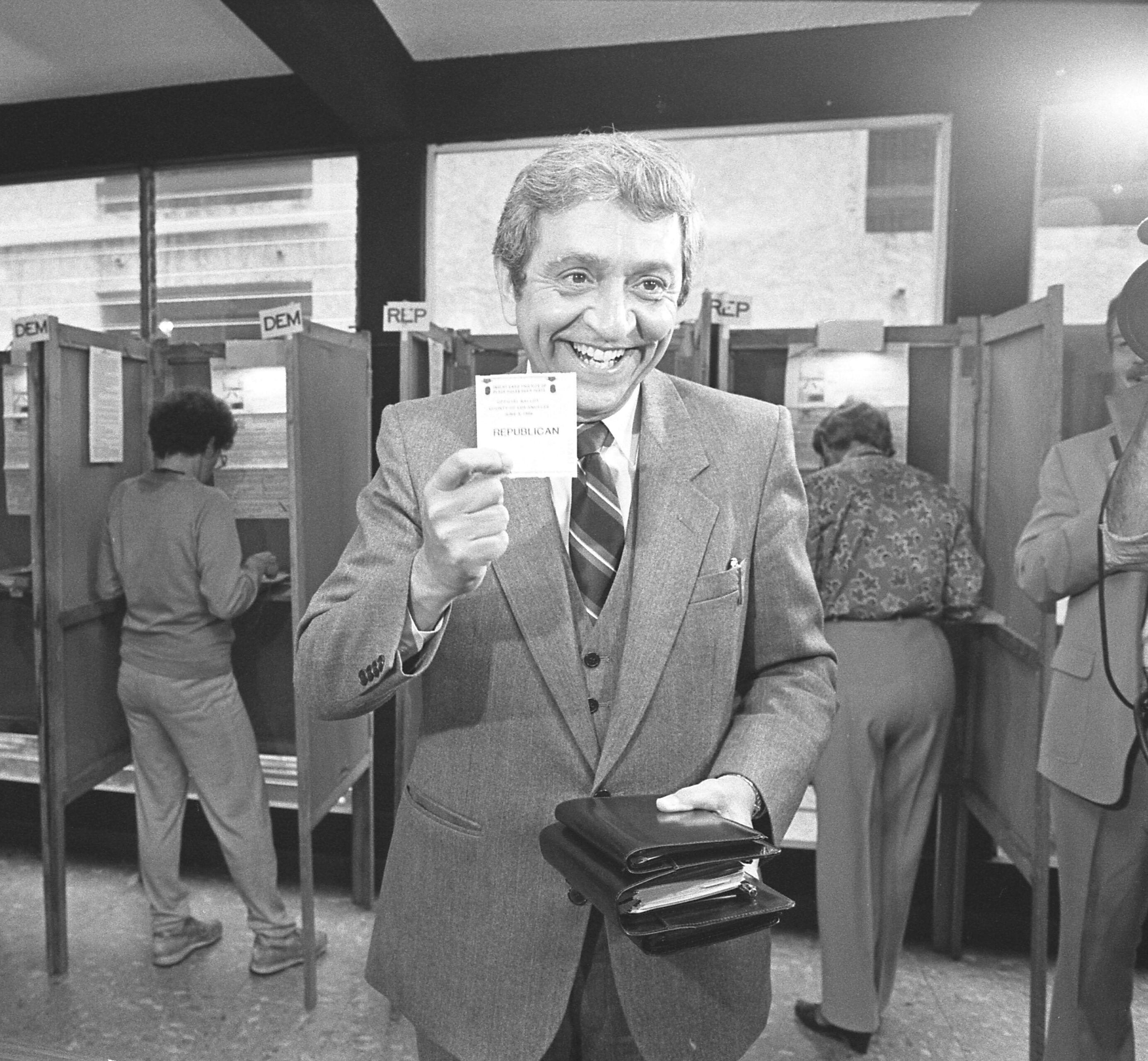
Reżyser, scenarzysta i autor muzyki do filmu Bruce Herschensohn (na zdj. w 1986)

Premiera dokumentu, w obecności publiczności złożonej z dyplomatów, krytyków i urzędników rządowych, miała miejsce 16 listopada 1964 w audytorium amerykańskiego Departamentu Stanu. Tego samego dnia pokazy odbyły się w Rzymie, Bejrucie i Meksyku. Na filipińskiej premierze w Rizal Theater w Makati udział wzięła ówczesna pierwsza dama kraju Eva Macapagal. Caroline Kennedy, córka prezydenta, przyznała, że jest to ulubiony dokument o jej ojcu. Film doczekał się dystrybucji w 124 krajach.
Zgodnie z obowiązującym w owym czasie prawem, filmy USIA nie mogły być pokazywane w kraju – by uniknąć jakichkolwiek pozorów stronniczości politycznej oraz uchronić USIA od krajowej propagandy. Wobec nacisków ze strony obywateli amerykańskich, którzy w licznie wysyłanych petycjach upominali się o prawo możliwości obejrzenia dokumentu, Kongres podjął decyzję o odstąpieniu od wspomnianego rozporządzenia i film trafił na tamtejszy rynek wiosną 1966 (do kin wszedł 10 kwietnia, a za jego dystrybucję odpowiadali Joseph E. Levine i Embassy Pictures). Cały dochód przeznaczono na rzecz nowo powstałego John F. Kennedy Center for the Performing Arts w Waszyngtonie, co było warunkiem postawionym przez Kongres. Przed pokazem w paryskim Théâtre des Champs Élysées, dokument był prezentowany na europejskich festiwalach w Cannes i w San Sebastián.
Dokument Herschensohna uzyskał entuzjastyczne recenzje prasowe od krytyków; Bosley Crowther z „The New York Timesa” określił go „wspaniałym hołdem filmowym”, zaznaczając „poruszającą barwę głosu pana Kennedy’ego w kluczowych fragmentach jego przemówień”. Jak podkreślał, „przeplatają się one z narracją, którą wypowiada Gregory Peck, dzięki czemu całość komponuje się z muzyką, naturalnymi dźwiękami i natarczywymi uderzeniami bębnów, które dopełniają wspaniałą ścieżkę dźwiękową”. „Variety” – w recenzji z 22 czerwca – pisał: „film czasami jest archaiczny, pompatyczny lub nawet zbyt oczywisty w swoim komentarzu. Ale w przemówieniu, dobrze wygłoszonym przez Gregory’ego Pecka, jest wystarczająco kruchej ostrości, aby było to wystarczające”.
12 listopada film, w odrestaurowanej wersji, ukazał się na DVD, wydanym przez Warner Home Video. Został także opublikowany w ramach JFK 50 Year Commemorative Ultimate Collector’s Edition. Odnosząc się do nowego wydania, Stevens przyznał: „wierzę, że żywe i dramatyczne, kolorowe obrazy JFK na taśmie 35 mm pozwolą temu i przyszłym pokoleniom na nowo zrozumieć osobowość Kennedy’ego. W tym filmie ożywa”.
W 2014 dokument został zachowany przez Academy Film Archive we współpracy z Warner Bros. W tym samym roku – z okazji przypadającej 50. rocznicy premiery, władze National Museum of American History przeprowadziły projekcję filmu w Warner Bros. Theater, która miała miejsce 22 listopada.

### Nagrody i nominacje
W 1967 organizacja non-profit National Board of Review (NBR) uznała go za jeden z dziesięciu najlepszych filmów roku (7. miejsce).
| Rok ceremonii | Nagroda                  | Kategoria             | Odbiorcy i nominowani                             | Wynik      | Źródło |
| ------------- | ------------------------ | --------------------- | ------------------------------------------------- | ---------- | ------ |
| 1967          | National Board of Review | 10 najlepszych filmów | John F. Kennedy: Years of Lightning, Day of Drums | 7. miejsce | [ 10 ] |